# Muralismo uruguayo
El Muralismo en Uruguay presenta las características generales del arte uruguayo, que toma en cuenta las influencias extranjeras pero siempre incorpora lo autóctono y lo nacional. Es un arte original, con una tendencia experimental que investiga en el uso de nuevos materiales y técnicas, desarrollándose sin una fuerte tendencia al mercado.
El crítico de arte uruguayo Ángel Kalenberg lo consdera un arte "joven, recatado, clásico", que ha tomado criterios estéticos de origen internacional, sin perder su identidad.
Su mesura y equilibrio le da un perfil que caracteriza al ser uruguayo y le da una ubicación en el clasicismo.

## Conceptos
La palabra muralismo proviene del latín “murus”, que significa “pared exterior” y el sufijo "al" que se utiliza para indicar “relativo a”.
El hombre siempre eligió los muros para desarrollar manifestaciones artísticas. La pintura rupestre, por ejemplo, se realizó sobre las paredes de las cavernas. En el Renacimiento tuvo lugar el apogeo del arte mural, que tuvo muchos exponentes, como Miguel Ángel, cuyo mural más famoso es el de la Capilla Sixtina. 
Una de las modalidades más frecuente del arte mural moderno es el graffiti.

## La pintura mural
Se ejecuta sobre muros o cubiertas en planos bidimensionales buscando un efecto atrayente sobre el espectador, realzando o transformándolos mediante el "trompe l' oeil". El arte mural es también un medio de expresión sociocultural en temas místicos, nacionales, de interés público. Tiene dos características: monumentalidad y poliangularidad.
Se pasó del fresco renacentista a la aplicación de pinturas al óleo y posteriormente a las sintéticas. Hay distintas formas de tratar el muro, que depende del artista, de la duración que quiera respecto a su obra. Hay obras de grandiosas extensiones que son ejecutadas sobre telas, lienzos, soportes resistentes, plásticos, maderas etc.
La jerarquía del muralismo en Uruguay es primordial ya que se relaciona con las tendencias nacionales e ideas del siglo XX y, por lo tanto, establecen una presencia auténtica.
Cada época genera su propio lenguaje artístico. En las últimas décadas, el muralismo incluye en Uruguay prácticas muralistas populares y el grafiti urbano. 
En Uruguay se producen y visualizan murales en lugares públicos y en el vestíbulo de muchos edificios particulares, algunos de grande dimensiones. Todos ellos son parte del patrimonio cultural del país.

## Principales muralistas uruguayos

### Joaquín Torres García
Luego de algunas experiencias pictóricas, en 1908, Joaquín Torres García  es invitado a pintar una estancia del Ayuntamiento, en Barcelona. Allí la temática era alusiva al comercio de la ciudad.  Tiene la oportunidad de viajar a Bruselas y París, y continúa permanentemente haciendo obras pictóricas y experimentando diferentes técnicas.
Se rodea, también, de un grupo de intelectuales, liderado por Eugenio D`Ors, quien proclamaba el rescate de la tradición clásica y humanista de la antigüedad griega. 
Por esta época y en Barcelona, Torres García lleva a cabo varios murales, todos ellos en el salón de San Jorge, conservando la estética clásica, utilizando figuras humanas.
Los murales de San Jorge generan diversas críticas y cierta disconformidad con su obra.
Veinte años después, durante la dictadura española de Primo de Rivera, los pintores adeptos al régimen fueron los responsables de la eliminación de los murales de Torres García. 
Luego de vivir en distintas ciudades, New York, Génova, París, Madrid, decide regresar a Montevideo con la idea de formar una escuela. En 1935 funda la Asociación de Arte Constructivo, en la cual impartió numerosas conferencias y charlas sobre arte y estética. Su búsqueda en la pintura nunca cesó.

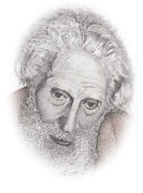
Joaquín Torres García

En julio de 1944 se inauguran en el Hospital Saint Bois, treinta y cinco murales, siete de ellos pintados por Torres García y el resto con sus alumnos de taller.
La temática de su obra refleja la idea del autor de que la naturaleza no debe copiarse pero tampoco negarse. Es así que aparecen en sus obras distintos elementos que forman parte de su mundo: el pez, el triángulo, el corazón, el hombre, y la mujer. La simbología de estos elementos es fácil de "leer".
La conservación de los murales del Saint Bois no era la adecuada. Dichos murales sufrieron distintos destinos: en 1974 algunos fueron trasladados a París, también en ese año fueron expuestos en el Museo Nacional de Artes Visuales (MNAV) de Montevideo, y en 1978 en Río de Janeiro donde, a raíz de un incendio, se destruyeron.
Dos de estos murales, en pésimas condiciones, fueron encontrados en el MNAV, uno de ellos fue restaurado en el Museo Torres García. 
Torres García fallece en Montevideo en 1949, sin embargo sus alumnos, José Gurvich, Gonzalo Fonseca, Augusto Torres y Horacio Torres (sus hijos), y Manolo Lima, entre otros, siguieron trabajando en el taller que continuó hasta 1967.

### Carlos Páez Vilaró

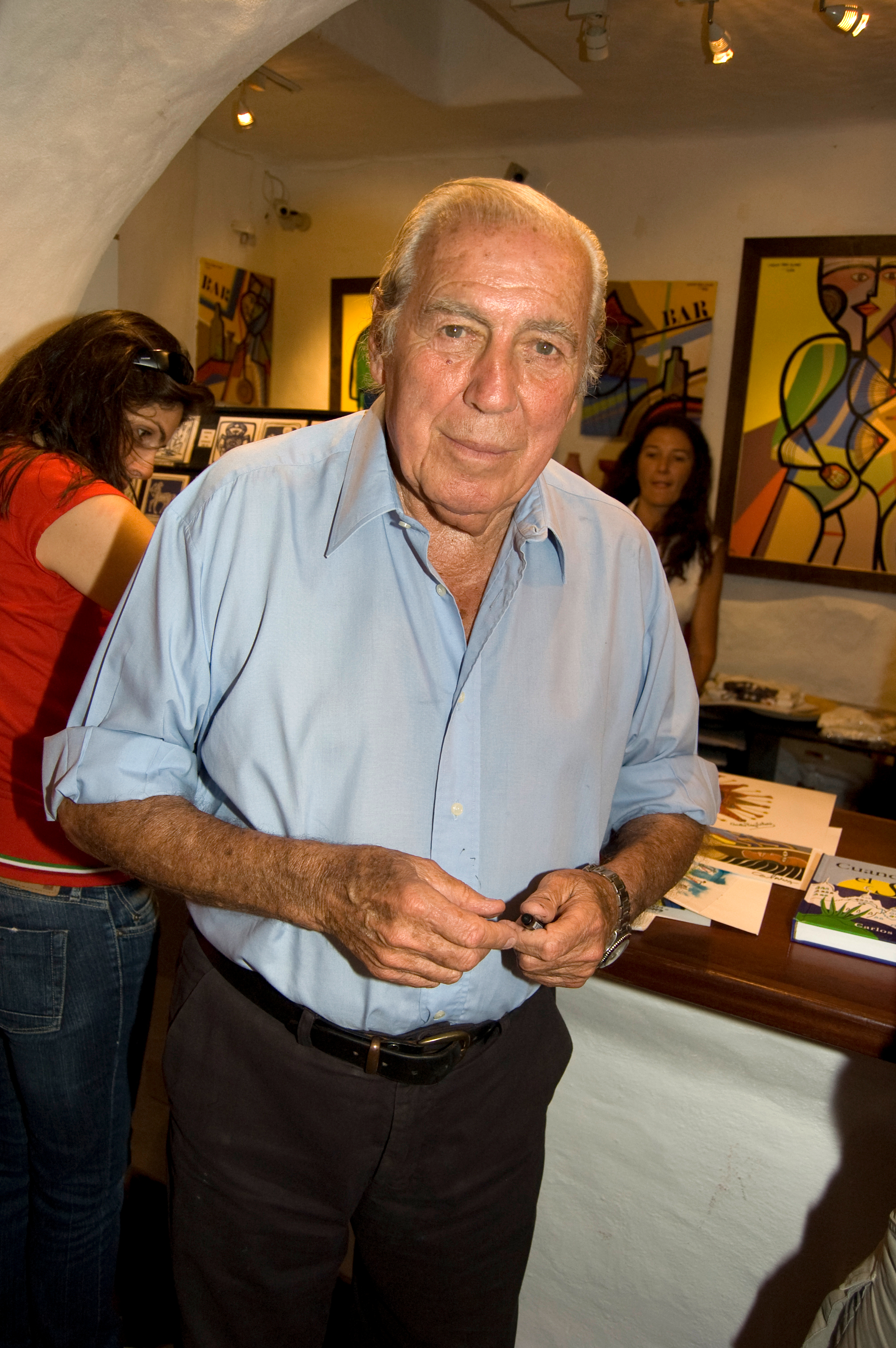
Carlos Páez Vilaró

Carlos Páez Vilaró nació en Montevideo en 1923. El contacto con el arte estuvo en su vida desde su niñez, dada por vocación de sus padres por el libre arte o las creaciones más diversas.
En sus viajes a Brasil y varios países de África dejó diversas pinturas y realizó murales monumentales en los que se reflejó su adhesión a la lucha por la descolonización del "continente negro". Incorpora a su producción elementos como las máscaras, los fetiches y escudos de origen africano.
Otras influencias que recibió Páez Vilaró fue la de artistas europeos, como Picasso y Dalí. Su obra fue teniendo cada vez mayor repercusión internacional, al punto de ser exhibida en Francia, Inglaterra y Estados Unidos.
En 1969 regresó a Uruguay. Su filosofía era difundir al arte a toda la sociedad. Como muestra de esto es que sus murales se encuentren aún hoy en aeropuertos, hospitales y edificios públicos en general de todas partes del mundo.
Dos ejemplos de cómo sus murales son perdurables y reconocidos como legado al patrimonio artístico de la humanidad son: en primer lugar, el llamado "Raíces de la paz" (1960), pintado en la sede de O.E.A, en Washington, que tiene 162 metros de longitud, siendo el más largo del mundo y en segundo lugar uno realizado en 1958, en una automotora de Montevideo y que, cuando el artista cumplió noventa años, fue restaurado por sus alumnos para que estuviera nuevamente luciendo ante el público como muestra del afecto y de la admiración por este gran maestro.
Hasta sus últimos días de vida, Páez estuvo lleno de proyectos, lo que lo colmaba de vitalidad creadora. 
Falleció el 24 de febrero de 2014.
Algunas frases que simbolizan su postura ante la vida y ante la proyección de su arte son:

El arte mural(...)es un mensaje despojado de egoísmo, abierto a todos,(...)es el arte ensamblado al corazón del pueblo, el color que pone alegría vistiendo el cuerpo de la calle.
Carlos Páez Vilaró (1923-2014)

Estoy siempre con proyectos, para sentirme joven, pensando siempre en el futuro y en que siempre hay una pared para pintar.
Carlos Páez Vilaró (1923-2014)

## Murales de San Gregorio Polanco
Se crea gracias a la colaboración de los vecinos, la Junta Local, Servicio Ecuménico para la Dignidad Humana (SEDHU), arquitecto García Pardo, junto con los artistas Clever Lara y el "Tola" Ivernizzi en 1993. Crearon 26 obras murales, creadas por el colectivo de 56 artistas.
En San Gregorio de Polanco, en el año 2013, tuvo lugar el congreso sudamericano organizado por UDELAR. Allí disertó el director de la escuela de museología de la Universidad de Río de Janeiro profesor Chagas.
El experto dijo que el museo iberoamericano de San Gregorio de Polanco marca tendencias a nivel internacional sobre el primer movimiento muralista del siglo XX en Iberoamérica. 
En la muestra, con motivo de los 20 años del museo de Artes Visuales de San Gregorio, se pintó "La alfombra integradora" en homenaje al artista Julio Uruguay Alpuy. La obra mural de 150 m de largo fue pintada sobre la calle Artigas. 
La alfombra ya no existe. 
Muros, casas, comercios, hoteles e instituciones públicas son lugares favoritos de los artistas para plasmar su arte, de forma que se va transformando la localidad en un museo abierto a toda persona que visite la localidad.
Incluye obras de Carlos Páez Vilaró, Cristian del Vitto (argentino), Pedro Peralta, Gustavo Fernández, Fabián Bonilla y Eduardo Balbi,, Octavio Podesta ,Wilfredo Díaz Valdez, Cleiber Lara, Gustavo Alamón, Iturria, Agó Páez, Fito Sayago entre otros destacados artistas.

## Movimiento muralista Grupo KO
Lo revolucionario es el reencuentro con sus cosas que estaban como perdidas y que deben rescatarse para que aparezcan de nuevo.
E.Dieste

En 1973, ante la clausura de la Escuela Nacional de Bellas Artes (ENBA) se generó un grupo de artistas abocados al arte mural llamado el taller KO, integrado por Ricardo Mesa, Carmen Suárez, Teresita Sotelo, Miguel Ángel Pareja, Francisco López, Héctor Laborde, Silvestre Pesiar.
Esta obra contribuye a crear identidad nacional como personas y artistas que investigaban sobre el muralismo. Toda la campaña que se hacía desde los años 60 estaba motivada en una sociedad más justa, donde el hombre se integra a la sociedad con herramientas para la cultura, presentando temas a ser visualizados, comprendidos y sensibilizados por la gente, tal como se había hecho desde la
prehistoria utilizando manos e inteligencia para expresarse.

## Obras significativas
| autores | tema                     | información |
| --- | ------------------------ | --- |
| Joaquín Torres García |                          | Fresco mural traspasado (1915) Palacio de la Generalidad, Cataluña |
| | Pax in Lucem             | Originalmente estuvo en el hospital Saint Bois y es restaurado en el Museo Torres García, después del incendio en Río de Janeiro. Hay una reproducción ampliada en la Peatonal Sarandí de Montevideo |
| Carlos Páez Vilaró | Barrio Sur- (Montevideo) | Mural en la Plaza Carlos Gardel , situada en Barrio Sur, realizado en 2006. Aparecen personajes de las "llamadas" que tienen lugar en las calles Carlos Gardel e Isla de Flores, una banda de candombe (que alude al toque originado en el conventillo Medio Mundo situado a escasos metros, en Cuareim 1080) y Carlos Gardel de fondo. |
| |                          | Pintado en el nuevo Mercado Agrícola de Montevideo (MAM), barrio Goes (2013). Representa uno de los clásicos candombes de Paéz Vilaró. |
| público general y artistas (Gustavo Alamón, Clever Lara, Augusto “Neneko” Esolk, Sebastián Coitinho, Carlitos Larregui, Silvestre Peciar, Eduardo Balbi). | La alfombra integradora  | Homenaje al artista Julio Uruguay Alpuy, mural de 150 m de largo sobre la calle Artigas de San Gregorio de Polanco. |